# Château de Champigny-sur-Veude
Le château de Champigny-sur-Veude est un édifice construit du  XVIe siècle au XVIIe siècle, à l’initiative de Louis de Bourbon, prince de la Roche-sur-Yon. Il est situé dans le département français d’Indre-et-Loire en région Centre-Val de Loire.
Il est aujourd’hui en grande partie disparu et il n'en subsiste que les anciens communs, "château" actuel, et la Sainte-Chapelle.

## Histoire
En 1090, une forteresse est construite par Foulques IV d’Anjou, qui est alors propriétaire des lieux ; il en confie la gestion à son principal vassal, Robert de Blô dit le noble de Chinon, premier seigneur de Champigny, puis à son neveu, Garnier Maingoth, avant de passer fugacement aux mains de Barthélemy de L’île, pour revenir dans le giron de la famille de Blô en 1114.
Le domaine passe ensuite à la famille de Beauçay (à Mouterre-Silly) qui vend le domaine à Louis Ier d'Anjou, roi de Naples et duc d'Anjou, dont le fils le vend à son tour à Pierre Ier de Beauvau au tournant des années 1420. Le château reçoit la visite du roi Charles VII en 1429.
Le domaine passe finalement par alliances à la maison de Bourbon-Vendôme par le mariage en 1454 d’Isabelle de Beauvau, petite-fille de Pierre Ier de Beauvau, avec Jean VIII de Bourbon-Vendôme, ancêtre direct dans les mâles du roi Henri IV. Ce sont leurs fils et petit-fils, Louis de La Roche-sur-Yon puis Louis III de Bourbon-Montpensier, qui commencent la construction de l’actuel château et de la Sainte-Chapelle de 1507 à 1549, après avoir préalablement fait raser l’ancienne forteresse. Le domaine passe ensuite à leurs descendants jusqu’à Henri de Bourbon-Montpensier, 17e prince de Dombes et 4e duc de Montpensier, qui le transmet à son gendre Gaston d’Orléans, frère du roi Louis XIII, via la dot de sa fille et seule héritière, Marie de Bourbon-Montpensier.
En 1635, le cardinal de Richelieu, soucieux du rayonnement de son château de Richelieu, construit non loin de là, trouve que le domaine des Bourbon-Montpensier jette une ombre sur celui-ci : il se porte donc acquéreur de la seigneurie de Champigny auprès de Gaston d’Orléans, en échange de celle de Bois-le-Vicomte au travers d’un acte stipulant clairement la destruction totale du château. Seuls les communs échappent à cette destruction ainsi que la Sainte-Chapelle grâce à l’intervention du pape Urbain VIII, qui y officia quelques années auparavant. Ils constituent les vestiges que nous pouvons admirer de nos jours.
En 1656, Anne-Marie-Louise d’Orléans, fille unique de Gaston d’Orléans et cousine germaine du roi Louis XIV, récupère le domaine ainsi que la somme de 500 000 livres en compensation de la destruction du château. Elle y entreprend de coûteux travaux et fait notamment réaménager les communs afin de les rendre habitables, en vue d’en faire le nouveau logis seigneurial. 
La Grande Mademoiselle s’éteint en 1693 : sans postérité, elle lègue le domaine et l’ensemble de ses biens à son cousin germain, Philippe d’Orléans dit Monsieur, frère cadet du roi Louis XIV. Son petit-fils, le duc Louis d’Orléans (1703-1752), vend le domaine à Louis-François-Armand de Vignerot du Plessis, maréchal-duc de Richelieu, arrière-petit-neveu du cardinal.
En 1789, Armand Emmanuel du Plessis de Richelieu, son petit-fils, est contraint à l’exil et le domaine est saisi comme bien national puis vendu à François Roch de Quinson en 1791. Le neveu de celui-ci, Pantaléon Costa, marquis de Beauregard, en hérite, puis ses descendants finissent par vendre le domaine à Augustin Charles Paul Casimir de la Roche-Aymon (1820-1881 ; neveu d'Antoine-Charles-Etienne-Paul) en 1866.
Le château restera dans la famille de ce dernier jusqu’en 2000, année durant laquelle il est vendu au couple d’Américains, Bernard et Joan Carl.

## Architecture

### Le château

#### Le château actuel (anciens communs)
Il se compose de trois corps de bâtiments formant un « U », lesquels sont flanqués, aux angles Nord-Est et Nord-Ouest, de deux tours rondes surmontées de toits en dôme et de lanternons. L’ensemble de l’édifice, construit dans un style renaissance, se développe sur deux niveaux. L’ensemble est cerné par des douves alimentées en eau par la Veude. 
Bien que largement remanié en 1656 par la Grande Mademoiselle, notamment par l’ajout d’un escalier d’honneur, de cheminées et de nombreux appartements, cet ancien commun constituait l’entrée du château originel aujourd’hui disparu.

#### Le château originel (détruit)

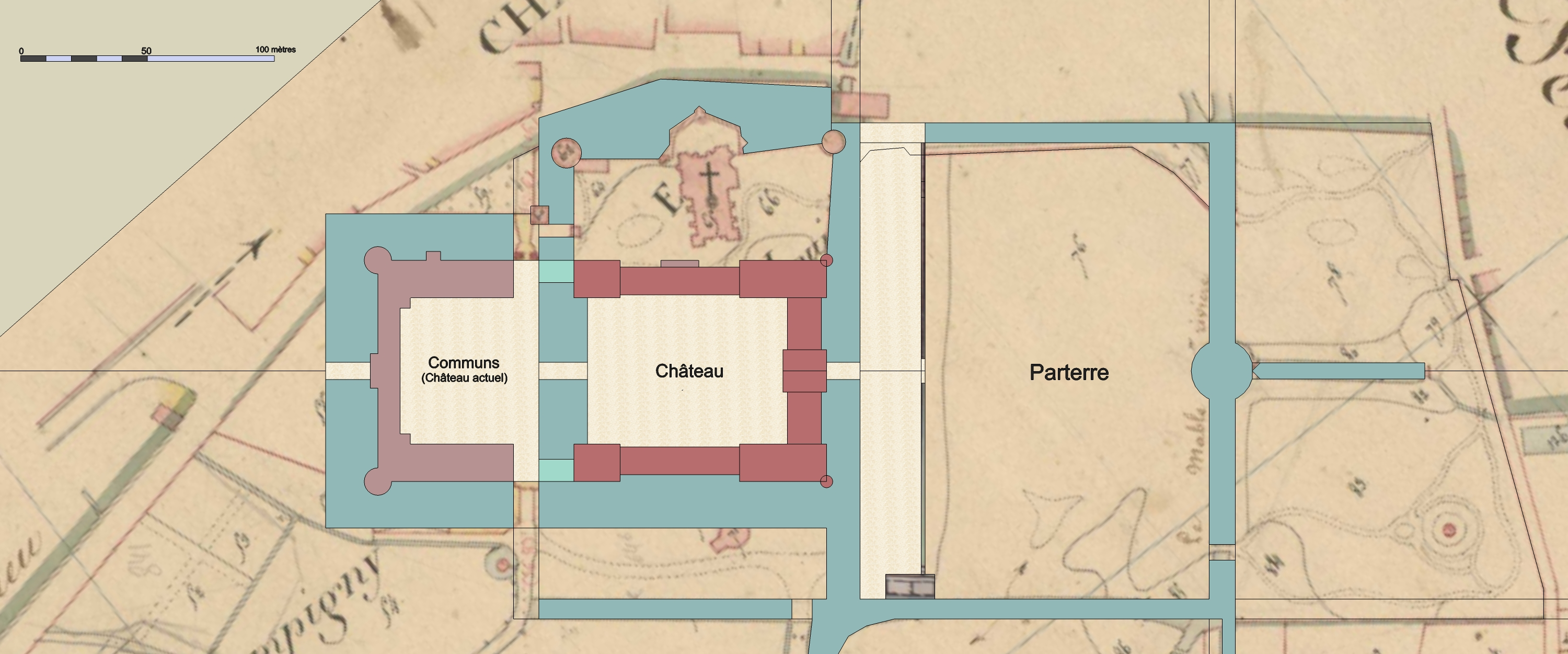
Restitution du plan du château originel de Champigny avant sa destruction

On ne sait encore de nos jours à quoi pouvait ressembler le château originel, car aucun plan de détail ne nous en est parvenu. Mais les douves du château sont tout de même conservées pour partie, ce qui permet de restituer au moins le plan masse (voir ci-joint). Plusieurs hypothèses corroborent le fait que ce château aurait été démonté pierre par pierre puis remonté à Richelieu, au vu des proportions quasi-semblables des terrains d'assise des deux châteaux, qui finalement connurent la même destinée.
En 1657, Champigny est décrit comme "l'un des plus beaux châteaux de France".

### La Sainte-Chapelle
La Sainte-Chapelle compte parmi les sept encore existantes de nos jours. Elle a été construite en même temps que le château originel et est pourvue d’un riche décor, notamment de vitraux, retraçant l’histoire de la seconde maison de Bourbon-Montpensier en rapport avec la personne du roi Saint Louis. Elle fut, quand le château était encore présent, une chapelle palatine, car accolée à celui-ci.

## Protection
La chapelle est classée au titre des monuments historiques par arrêté le 19 janvier 1911 ; Les communs du château sont eux classés par arrêté du 19 septembre 1945.

## Galerie

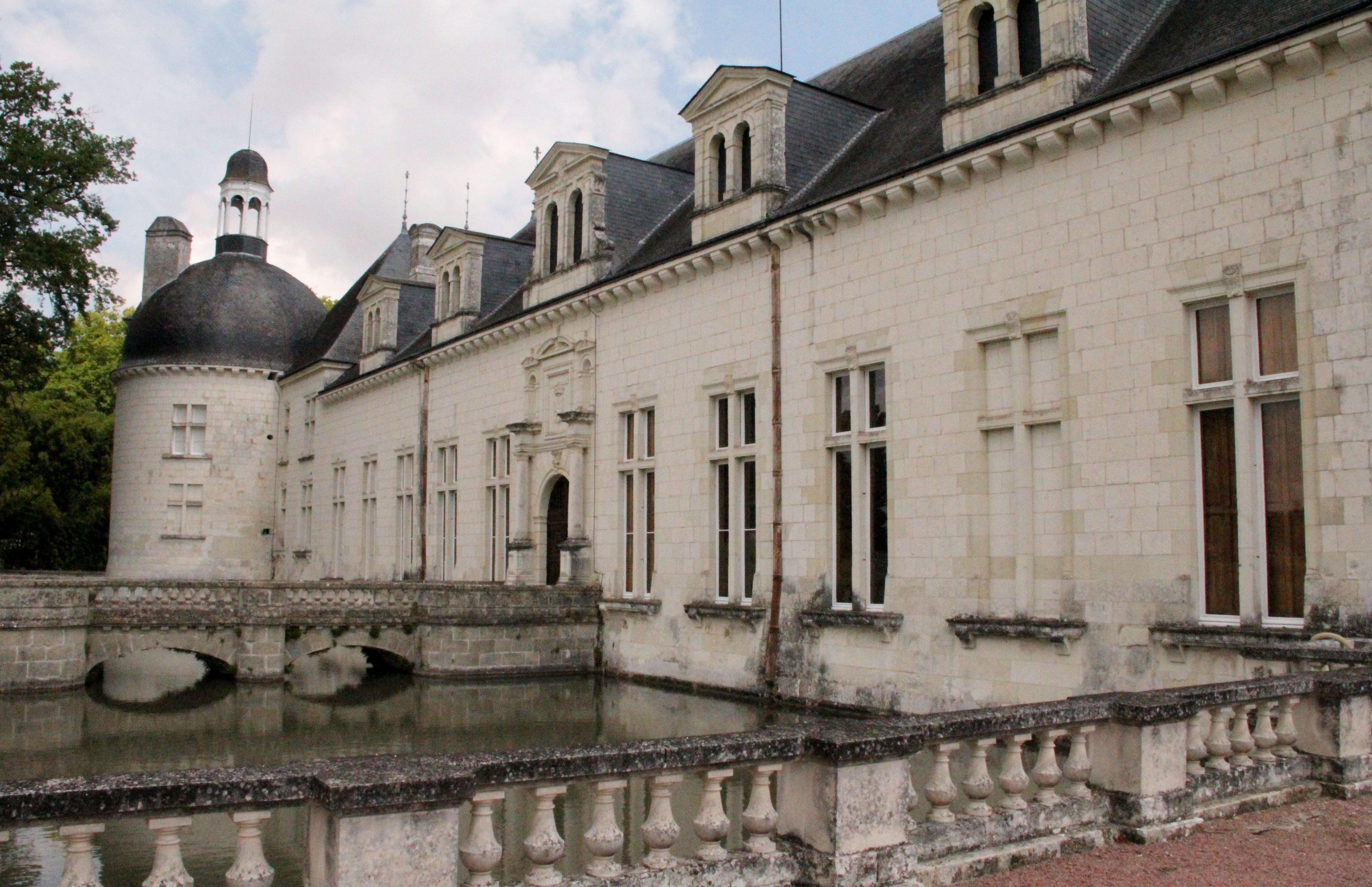
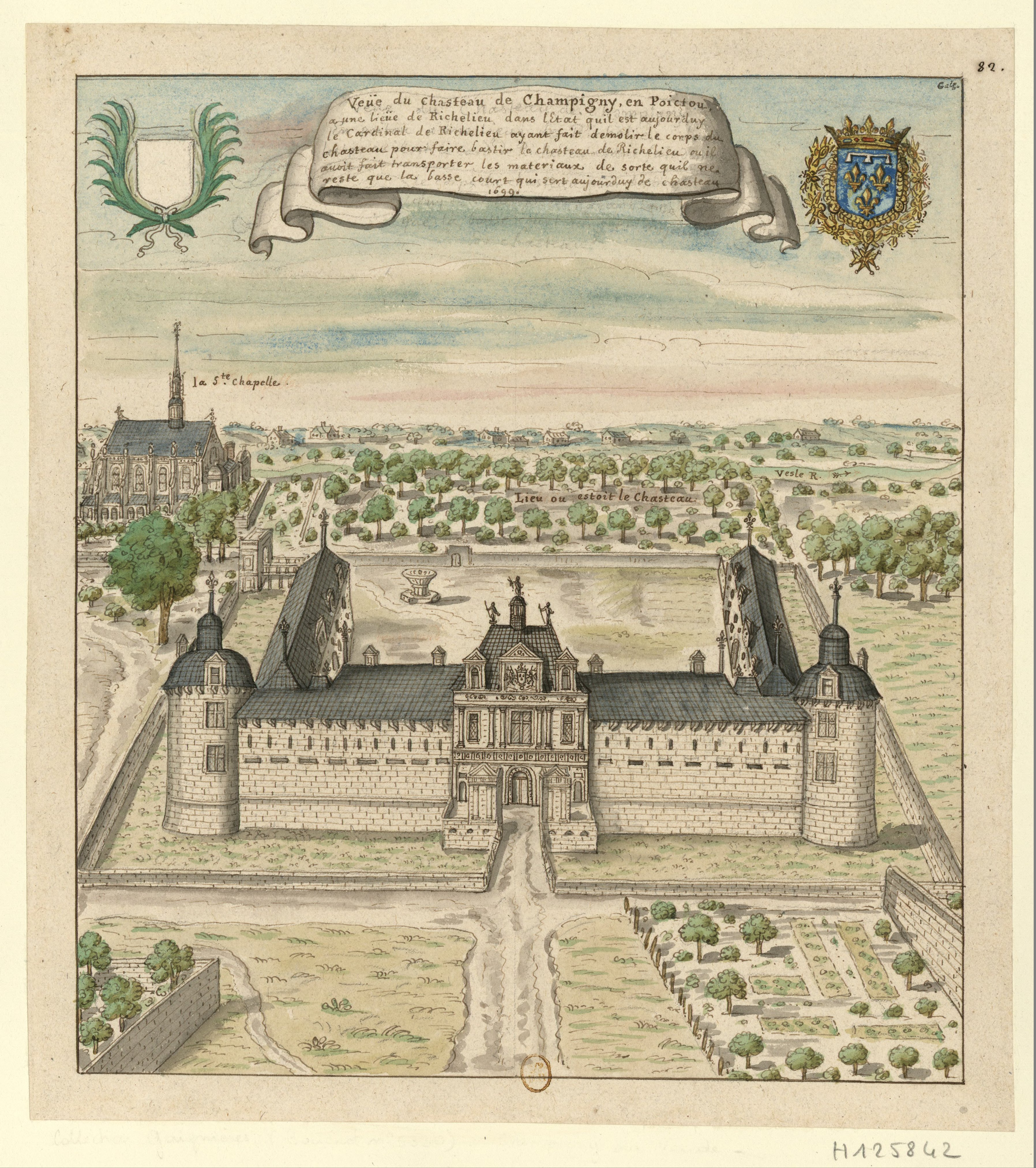
Vue ancienne du château